# John Moshoeu
John Lesiba Moshoeu dit "Shoes", né le 18 décembre 1965 à Soweto, près de Johannesbourg et mort le 21 avril 2015, est un footballeur sud-africain

## Carrière
Il a joué à Kocaelispor avant de rejoindre le Fenerbahçe SK (Turquie) puis il est retourné en Afrique du Sud aux Kaizer Chiefs avant d'être libéré par ce même club en juillet 2006. Depuis, le club d'Amazulu FC lui a offert son dernier contrat et il a mis fin à sa carrière à la fin de celui-ci en juillet 2008.
Il a été sélectionné à 73 reprises en équipe d'Afrique du Sud entre 1993 et 2004 et a inscrit 8 buts. Avec les Bafanas Bafanas, il a remporté la Coupe d'Afrique des Nations 1996 et disputé la finale de la Coupe d'Afrique des Nations 1998. Il a également disputé trois matches lors du Mondial 98.

## Parcours
| Période         | Club           | Matchs (buts) |
| --------------- | -------------- | ------------- |
| 1988 - 1993     | Kaizer         | 22 (5)        |
| 1993 - 1994     | Gençlerbirliği | 27 (5)        |
| 1994 - 1997     | Kocaelispor K  | 76 (20)       |
| jan.1998 - 2001 | Fenerbahçe SK  | 75 (15)       |
| jan.2001 - 2002 | Bursaspor      | -             |
| 2002 - 2006     | Kaizer         | -             |
| 2006 - 2008     | AmaZulu FC     | -             |

## Palmarès
- Coupe d'Afrique des Nations 1996
- Championnat de Turquie 2001
- Coupe de Turquie 1997